# Muhàmmad an-Nafs az-Zakiyya
Muhàmmad ibn Abd-Al·lah ibn al-Hàssan ibn al-Hàssan ibn Alí ibn Abi-Tàlib an-Nafs az-Zakiyya (àrab: محمد بن عبد الله بن الحسن بن الحسن بن علي النفس الزكية, Muḥammad b. ʿAbd Allā b. al-Ḥasan b. al-Ḥasan b. ʿAlī an-Nafs az-Zakiyya), més conegut com a Muhàmmad an-Nafs az-Zakiyya, fou un rebel alida.
El seu pare, Abd-Al·lah ibn al-Hàssan, va aconseguir en una reunió de caps que el seu fill Muhàmmad ibn Abd-Al·lah an-Nafs az-Zakiyya (de 32 anys) fos reconegut com a pretendent al califat. Muhàmmad an-Nafs az-Zakiyya i el seu germà Ibrahim ibn Abd-Al·lah van viatjar per arreu, exercint una forta propaganda per tots els dominis califals arribant fins al Sind. Quan l'abbàssida as-Saffah va pujar al tron (750), els alides van haver d'acceptar el fet consumat, però no van renunciar a la seva propaganda i van continuar predicant, ara secretament i fent dels abbàssides l'objectiu de les seves queixes. El nou califa al-Mansur (754-775), que feia uns anys havia reconegut a Muhàmmad com a candidat legítim a califa, es va amoïnar per aquesta activitat i el 758 va fer empresonar a Abd-Al·lah ibn al-Hàssan a Medina; després el van seguir altres caps alides (el 762 un germà d'Abd-Al·lah) i finalment foren tots portats a Kufa on foren tancats en un calabós miserable com a ostatges per a atreure a Muhàmmad i Ibrahim, però aquests van seguir la seva propaganda i no es van deixar agafar. Van romandre principalment amb els juhayna a Aràbia però podien viatjar perquè la gent en general els era favorable i no els delatava. Finalment el governador Riyah ibn Uthman de Medina va iniciar la tasca de persecució de manera seriosa.
Davant una possible detenció, finalment Muhàmmad va decidir revoltar-se el 25 de setembre del 762 a Medina i va iniciar la rebel·lió oberta el novembre. Quasi al mateix temps es va rebel·lar Ibrahim a Bàssora el 23 de novembre del 762 amb el suport del governador local que simpatitzava amb la causa alida. No obstant el fill de Muhàmmad, Alí, havia estat arrestats a Khurasan i a Sind, on fou enviat un altre fill, Abd-Al·lah al-Àixtar, la rebel·lió no es va poder concretar; les simpaties alides generals van ser foc d'encenalls. Encara que el governador Riyah de Medina havia estat sorprès i arrestat, Muhàmmad va actuar de manera suau, alliberant els presos i prohibint tota violència. La revolta es va estendre a la Meca. El califa va sortir llavors de Bagdad (que estava en construcció) i va anar a Kufa per organitzar l'atac a Medina que veia que era el centre de la revolta i que si s'aturava allí seria aniquilada. Inicialment va oferir a Muhàmmad amnistia total i al no arribar a un acord, va enviar a Isa ibn Musa amb 4000 homes però amb ordes d'intentar la submissió voluntària. Quan les forces van arribar molt medinencs es van rendir però Muhàmmad va restar decidit. Després de diversos intents de solució pacifica, Isa va entrar a la ciutat i va començar una lluita desigual que va acabar amb la seva mort el 6 de desembre del 762. El seu cap fou enviat al califa. Pel seu cantó Ibrahim va morir en combat el 14 de febrer del 763 a la batalla de Bakhamra.
Els seus fills es van distribuir per diverses regions: Alí a Egipte, Abd-Al·lah a Sind i al-Hàssan al Iemen. Els seus germans també van fer el mateix: Yahya va fugir al Daylam però fou capturat per forces del califa i va morir de manera misteriosa quan estava empresonat, mentre Idrís va poder fugir al Magreb on va fundar la dinastia idríssida.